# The Protomen
The Protomen ist eine 2003 gegründete US-amerikanische Rockband aus Murfreesboro (Tennessee). Sie ist bekannt für ihre von der Computerspielreihe Mega Man inspirierten Konzeptalben.

## Werdegang
Die Band wurde in Murfreesboro (Tennessee) gegründet und ist derzeit in Nashville ansässig. Die Künstlernamen der Mitglieder sind Anspielungen auf Filme, Lieder und popkulturelle Figuren. Sie selber bezeichnen sich als Geschichtenerzähler einer „Rock-’n’-Roll-Fabel“, sind aber selbst keine Figuren in den Geschichten.
Die meisten Bandmitglieder waren Absolventen der Middle Tennessee State University. Die schlossen sich zu einer Gruppe zusammen, als sie prüfungsrelevante Musik gemeinsam aufnahmen. Ihr erstes Konzert gaben sie im April 2004. Im Jahr 2005 beendeten die meisten Mitglieder ihr Studium und zogen in die „Music City“ Nashville.
Im Jahr 2009 sagte der Sänger Panther in einem Interview:

“We basically gathered up all of our good friends from the local rock bands of Murfreesboro, tied ourselves together, and tried to walk. And somehow it worked. At the time, we noticed a void in rock and roll. A hole that could only really be filled with grown men and women painting up like robots and playing some fierce and furious rock music based on a 1980s video game. We were fairly certain no one else was going to fill that hole. But, by God, it’s filled now. You can thank us later.”

„Im Grunde haben wir all unsere guten Freunden von lokalen Rockbands aus Murfreesboro versammelt, uns zusammengebunden und versucht zu gehen. Und irgendwie hat es geklappt. Zu dem Zeitpunkt haben wir eine Leere im Rock ’n’ Roll wahrgenommen. Ein Loch, das nur von erwachsenen Männern und Frauen, angemalt als Roboter ausgefüllt werden konnte, die leidenschaftliche und wilde Rockmusik, basierend auf Computerspielen aus den 1980ern, spielen. Wir waren relativ sicher, dass niemand sonst dieses Loch füllen würde. Doch um Gottes willen, es ist jetzt gefüllt. Ihr könnt uns später danken.“

Einige Mitglieder spielen zudem in anderen Bands aus der Region Murfreesboro/Nashville.

## Konzept und Themen
Die Werke von The Protomen sind inspiriert von den ersten sechs Mega-Man-Computerspielen für das Nintendo Entertainment System. Das Franchise besitzt eine zusammenhängende Handlung zwischen Spielen, Mangas und Animes; die von der Band jedoch um eine dunkle, dystopische Welt innerhalb der Geschichte, erweitert wird. The Protomen will demnach nicht an der Handlung des Originals strikt festhalten, stattdessen nimmt sie die Geschichte als Ausgangslage und leiht sich oberflächliche Eigenschaften und Figuren.
Ziel der Gruppe ist eine dreiteilige Geschichte. Die ersten zwei Akte wurden bereits in Albenform veröffentlicht. Das Finale soll tragisch enden.

### Akt I(The Protomen)
Im ersten Akt, dem Debütalbum der Band, wird Dr. Wily als ein orwellianischer Herrscher über eine dystopische Stadt, voll von Menschen, die aus Angst nicht gegen ihn rebellieren, dargestellt. Dr. Light erschafft den „perfekten Mann, eine unbesiegbare Maschine“, Proto Man, um für die Befreiung der Stadt zu kämpfen. Proto Man wird jedoch von der überwältigenden Militärmacht Wilys getötet. Besiegt und verzweifelt erschafft Dr. Light einen zweiten Sohn, Mega Man, den er vom Krieg fernhalten will. Mega Man rennt von zu Hause fort und konfrontiert seinen wiederbelebten Bruder in einem apokalyptischen Kampf. Die Band beschreibt die Musik des Albums als „der Klang vom Ende der Welt“ und überbrückt die Genres Chiptune und Hard Rock, mit einem Schwerpunkt auf verzerrte 8-Bit Synthesizer und elektronische Instrumente.
Das Gründungsmitglied der Band Commander sagte zum ersten Akt, dass es das Gegenstück zu dem sein sollte, was ihnen Musikdozenten und andere Studierende lehrten und somit nicht makellos und perfekt klingt. Das Album wurde über zwei Jahre hinweg in verschiedenen Tonstudios in Murfreesboro analog aufgenommen. Das erste aufgenommene Lied war Due Vendetta im April 2003. Produziert wurde das Album vom ehemaligen Protomen-Mitglied Heath Who Hath No Name.

### Akt II(Act II: The Father of Death)

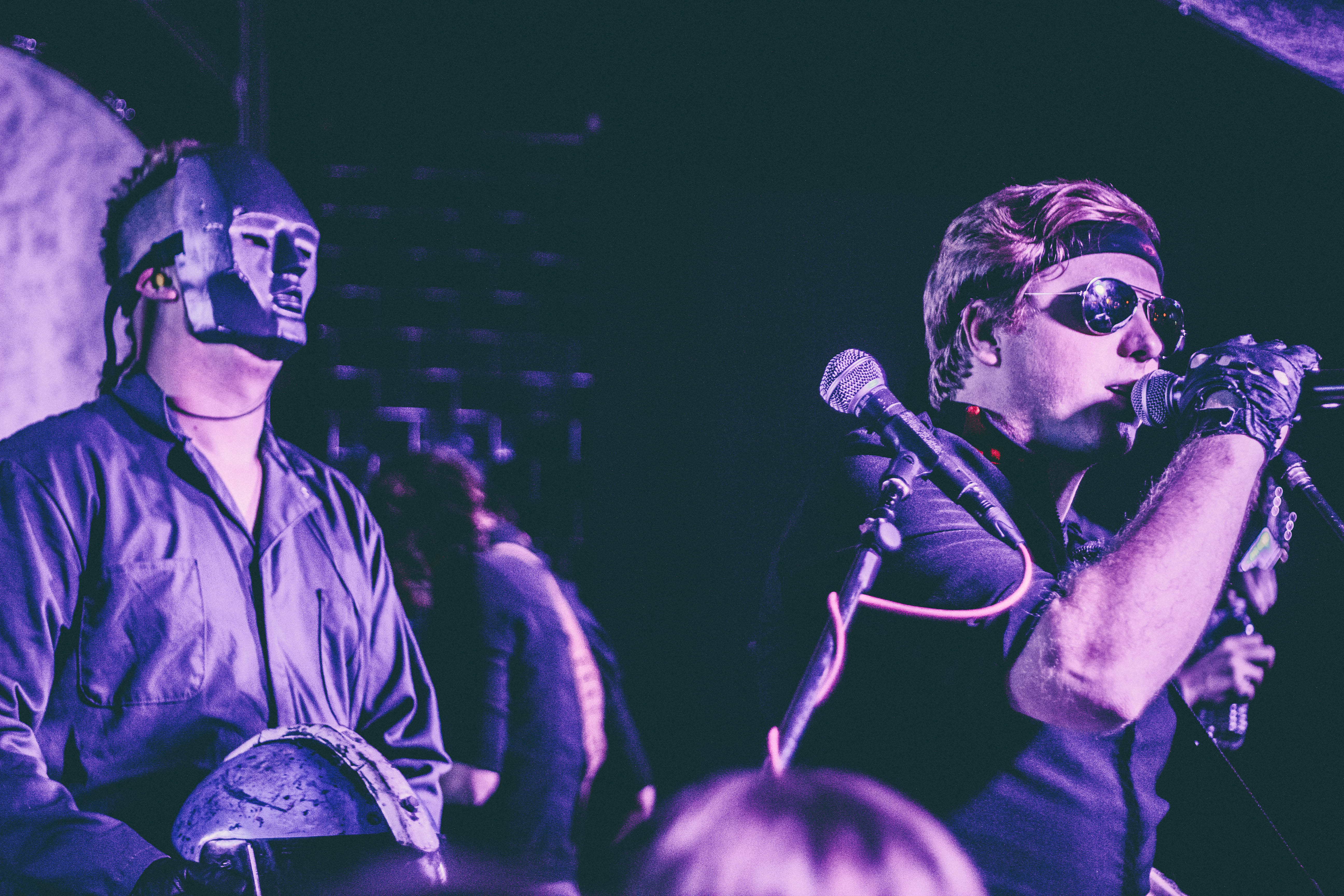
The Protomen (K.I.L.R.O.Y. und Raul Panther III) bei einem Konzert im Jahr 2014

Beim zweiten Album, von der Geschichte her ein Prequel zu Akt I, arbeitete die Band mit dem Meat-Loaf-Produzenten Alan Shacklock zusammen. Der zweite Akt detailliert Albert Wilys Aufstieg zur Macht, die Rivalität zwischen ihm und Thomas Light und die tragischen Ereignisse, die zur Machtergreifung Wilys führten. Der klarere Klang des zweiten Akts war von der Band beabsichtigt, um zu der Zeit zu reflektieren „bevor die Bombe gefallen ist“. Folglich besitzt Act II: The Father of Death eine größere Bandbreite an Musikstilen und Instrumenten, mit Referenzen von Ennio Morricone bis Bruce Springsteen und Shacklocks eigener Band Babe Ruth. Das Mastering übernahm der Grammy-Gewinner Richard Dodd.
Ende Dezember 2016 veröffentlichte die Band den Kurzfilm Light Up the Night, benannt nach einem Lied des zweiten Albums. In dem knapp 17 Minuten langen Musikvideo spielt James Ransone die Hauptrolle des jungen Rebellen, Regie führten Matt Sundin und Caspar Newbolt. Die dazugehörige EP erschien wie der Film am 23. Dezember. Im Frühjahr 2018 erschien eine Vinyl-Version des Albums und erreichte Platz 24 in den amerikanischen Billboard Vinyl-Albumcharts.

## Coveralben
Bei ihren Konzerten spielt die Band, neben ihrer Rockoper, Coverversionen von Liedern aus den 1970ern und 1980ern. Sie handeln für gewöhnlich von Heldentum, Kampf und Selbstbestimmung, die auch The Protomen in ihren eigenen Liedern behandelt. Am 10. Dezember 2010 trat The Protomen zusammen mit der ebenfalls aus Nashville stammenden Band Evil Bebos bei deren letztem Konzert auf. Evil Bebos coverte ausschließlich Lieder von Black Sabbath, während The Protomen nur Lieder von Queen spielte. Das Konzert wurde aufgenommen, gemastert und am 19. April 2012 als Livealbum mit dem Titel Present: A Night of Queen angekündigt. Offiziell erschien das Album am 1. Juni 2012.
Bereits im November 2010 gab die Band die Arbeit an einem eigenständigen Album ihrer Coversongs bekannt. Erste Aufnahmen hierfür wurden Anfang 2011 mit dem Produzenten von Act II, Alan Shacklock, gemacht. Am 12. Juni 2014 gab The Protomen bekannt, dass es bei ihren Auftritten während der Warped Tour 2014 eine exklusive EP gebe, die als Vorläufer zum folgenden Album gelten solle. Die EP erschien gedruckt als Downloadcode auf unechten Kinokarten vom fiktiven Film The Cover Up. Am 23. Januar 2015 wurde das Album The Cover Up für Teilnehmer des MAGFest 13 veröffentlicht. Einen Tag später konnte es offiziell vorbestellt werden.

## Stil und Einflüsse
Der Stil ist beeinflusst von „Künstlern wie Syd Mead, Filmen wie Eddie und die Cruisers und Straßen in Flammen, Büchern wie 1984 und Atlas wirft die Welt ab.“ Weitere Einflüsse sind die Filme von Sergio Leone und die Bands Radiohead, Styx, Toto, Queen sowie Alabama.

## Mitglieder
Aktuelle Besetzung
- Raul Panther III – Gesang, diverse Instrumente
- Murphy Weller – Bass-Synthesizer, E-Bass, Schlagzeug
- Commander B. Hawkins – Synthesizer, Vocoder, Schlagzeug
- Sir Dr. Robert Bakker – E-Gitarre
- Shock Magnum – E-Gitarre
- Gambler Kirkdouglas – Gesang/Chor
- Reanimator – Schlagzeug
- K.I.L.R.O.Y. – diverse Instrumente

Ehemalige Mitglieder
- Doug Fetterman – Gitarre
- The Merchant – Gesang/Chor
- The Keeper – Synthesizer, Vocoder
- The Replicant – Trompete
- Demon Barber – Schlagzeug
- The Dragon – Schlagzeug
- Scartoe Gleason – Gitarre
- The Repeater – Gesang/Chor
- The Keymaster – Schlagzeug
- Heath Who Hath No Name – Gitarre
- Cobra T. Washington – Gitarre
- Lazer – Gesang/Chor
- The Gunslinger – Gitarre
- Ellen Aim – Gesang/Chor
- Master Blaster – Trompete
- Nightwalker T. Ranger – Gesang/Chor, Trompete
- Neon Leon – Gitarre
- TURBO LOVER – Gesang, diverse Instrumente
- Ringo Segundo – Gitarre

## Diskografie

### Alben
- 2005: The Protomen
- 2009: Act II: The Father of Death
- 2015: The Cover Up

### Livealben
- 2012: Present: A Night of Queen
- 2020: The Protomen: Live in Nashville

### Soundtrackalben
- 2013: William Shakespeare Presents: Terminator the Second

### EPs
- 2014: Cover Up EP
- 2016: Light Up the Night

### Singles
- 2008: Father of Death/No Easy Way Out
- 2012: I Drove All Night (Cover vom gleichnamigen Lied von Cyndi Lauper)
- 2015: This City Made Us
- 2022: The Fight